# Marjajärvi (Pajala socken, Norrbotten, 748851-180691)
Marjajärvi är en sjö i Pajala kommun i Norrbotten och ingår i Torneälvens huvudavrinningsområde.